# ゼロヨンチャンプ
『ゼロヨンチャンプ』は、1991年にメディアリングより発売されたPCエンジン用ゲームソフト、およびシリーズ作品名。のちに『クロス探偵物語』（1998年）などを制作した神長豊が企画、発案。

## 概要
主人公がカーレース競技であるゼロヨン（400mの直線を走り抜けるドラッグレースの一種）に参加し、車を買い替えチューンナップを施し、ライバルを倒しながら、日本最速の男「ゼロヨンチャンプ」を目指すというもの。シリーズ作品によって、主人公や作品の舞台など設定が異なる。基本的には進行はアドベンチャーゲームの体裁を取っており、一部レースに漕ぎ着けるまでイベントをこなす必要もある。
ゲームシステム上の特徴として、直線のみを走るため基本的にステアリング操作がない、ギアチェンジにクラッチ操作が必要になる、直線をゴールまで走り抜けるため基本的にブレーキが存在しない、といったものがある。通常のレースゲームではステアリング操作に割り当てられる方向キーは、本作ではギアチェンジのためのシフトレバーに割り当てられている。クラッチ操作については、オートマチック車やオートクラッチというパーツを購入などすれば操作の必要がなくなるが、ギアチェンジの際にロスが発生し、結果としてタイムが遅くなるなどマイナス面が存在する。
国内各自動車メーカーの協力により、シリーズ全作にわたって、登場するメーカーの全ての車両が実名で表示されている。これは家庭用レースゲームとしては初めてのことであった。
また、シリーズ作品全体の特徴として、ミニゲーム要素が充実しており、車の購入やチューンなどの各費用を稼ぐため、アルバイトの名目でRPG、麻雀、パズルゲームなどが楽しめる。

## 登場人物
主人公（『RR』『RR-Z』ではチャンプ）
初代と『2』の主人公。日本とアメリカでゼロヨンのチャンプに登り詰めた青年。アメリカ遠征時代はトレーラーハウスで生活し、広大なアメリカの各地で武者修行を積んでいた。
『RR』『RR-Z』では日本チャンプに君臨しており、ラスボスのポジションにある。
デフォルトネームがないためか、『RR』『RR-Z』では一貫してチャンプと呼ばれている。ちなみにまだ22歳の若者（『RR-Z』エンディング時）。ケンカも強く、『RR』では序盤にヤクザを撃退、『RR-Z』では一人で多人数をKOした場面がある。
赤沢（＋名前）
『RR』『RR-Z』の主人公で、チャンプと異なり名字は最初から設定されているが、名字で呼ばれる事はほとんどない。同学年の姉がいる（姉が4月生まれで、赤沢本人は翌年3月生まれ。つまり早生まれとなり同学年である）。
当初は目的もなく冴えない18歳の浪人生であったが、ひょんな事からゼロヨンの道に足を踏み入れて以来徐々に頭角を現し、最終的に日本ゼロヨン界のチャンプの座に。だが、慢心により一度は転落するも実力で再び日本チャンプの座に返り咲いた。
お調子者ではあるが実は完璧なまでに物真似が上手く、その特技を活かして騒動や事件を解決に導いた事もある。彼の姉によると、実は彼女よりも頭は良く、普通に大学入学できる程の学力を持つ等、決して頭が悪い訳ではない（浪人となったのは試験前日に暴食し体調不良となって受験が出来なかった為）。『RR-Z』では数々の出会いや出来事で人間としての成長を遂げた。
なお、彼はRRでチャンプになれず時間だけ過ぎると整備士を目指すという結末がある（バッドエンド）。
彼にはゼロヨンにとどまらないモータースポーツの才覚があるとみられる伏線がラストで張られていたが、『RR-Z』の続編はなかったため伏線だけで完結した。
藤原大輔
『RR』で赤沢の前に現れた藤原コンツェルンのトップであり、日本のモータースポーツのプロモーターである藤原大作の息子。
当初は金持ちのボンボンといった嫌味なキャラであったが、ある出来事を機に赤沢の無二の親友となった。
『RR-Z』ではゼロヨンから身を退いていたが、赤沢の再起の為に特訓にとことん付き合うなどゼロヨンの腕は落ちていなかった様子（赤沢が現役で通用すると評するほどである）。なお、ある事件に巻き込まれ、令子と赤沢に協力して貰ったりするなどしている。なお、ゼロヨンから身を退いたのはチャンプと赤沢には実力が追い付けないかららしい。また、『RR-Z』のラストで赤沢がゼロヨンだけにとどまらないモータースポーツの才覚がある事を見い出して彼に熱く説いた。
松永まゆみ
『RR』で赤沢の前に現れた女の子達の中で最後に登場したキャラ。実は初代でチャンプとも対決した松永麻美の妹。当初は麻美の為に整備を学ぶ為に留学していたが、帰国した時は麻美は既にゼロヨンを引退していた事から、赤沢とのコンビを組む。整備の知識と技術力は確かで、その手腕を発揮して彼をチャンプの座に導いた。
『RR-Z』では慢心してしまった赤沢の下を見限り去っていた・・・が、実は陰では『RR』での赤沢の勝利の要因のひとつだった『試作段階のパーツ』の完成版をチャンプに渡し、慢心した赤沢に再びゼロヨンの闘志を思い出させるべく日本チャンプの座から落とす要因を作っていた。終盤ではチャンプに渡したパーツをある手段で入手するように仕向け、最終的にチャンプと同じ条件で対決させ再び彼をチャンプの座に導いた。
高木令子
『RR-Z』で赤沢の前に現れた私立探偵の女性。物語中では赤沢からはレイコさんと呼ばれる。
探偵という職業柄か言葉巧みに人を使う術を持っており、赤沢との最初の出会いも依頼の遂行で必要だった彼のゼロヨンの腕を借りるべく偽りの人物を演じていた。その依頼の報酬が元で彼女は自身の探偵事務所を開設し、赤沢のバイト先にもなった。
中盤で彼女に舞い込んだ人物調査の依頼が赤沢の周りで起きていた事件に繋がっていた事が発覚。赤沢の発案した大胆な作戦により事件を解決した。
ある条件を満たしてクリアした際には彼女に関する秘密が明かされている。
藍沢陸人
『ドリフトチャンプ』『GO!04チャンプ』の主人公。

## ミニゲーム
このシリーズには、車購入や改造のために必要な資金を稼ぐ手段として用意されており、ミニゲームモードでもプレイ可能。ここでは、本編における資金稼ぎとなる一部のミニゲームを紹介する。

### RPG
シリーズに殆ど用意されているアルバイト。作品によって様々であるが、特に『RR』は難易度が高い。資金稼ぎの中では一番稼げるジャンルでもある。

#### ゼロヨンチャンプRR
警備アルバイトとして、ビルの中を探索する形式。基本的な階層移動はエレベーターを利用する（ただし、2つ目の九龍ビルと謎のダンジョンは、階段を見つけ出してその階のエレベーターに到達し封印を解かなければ移動できないようになっている）。探索をせずに外に出た場合でもバイト代は貰える。なお、2つのビルを全階層制覇するとさらに難易度が高い20階層建ての「謎のダンジョン」が登場する。なお、『RR』から右上に表示されるダンジョンマップ（移動するエリア毎に更新・記録される）を完成させると色が変わり、ボーナスが獲得される。

#### ゼロヨンチャンプRR-Z
前作の仲間キャラの僧侶「無道」の頼みで彼の所属・修行場である「大惨寺」の地下に巣食う妖魔退治を行う。
本作から、無道の師匠「さゆり」によって「妖魔の目」の開眼を施されたため、主人公が妖術を使えるようになる。また、仲間の作成機能や職業の変更も可能（条件が必要なものもある）であり、仲間育成の自由度が増した。なお、主人公の職業変更はできない上にパーティーからは外せない。なお、RPGの最中でも進行の記録ができるようになったが、セーブの方法によっては致命的なバグがあり、再開時に動けず進行不能となる危険性がある。バグ回避のためには、移動しながらメニューを開いてセーブをせずに必ず立ち止まった状態からセーブ、完了したらYボタン以外を押さないという方法がある。
ストーリー性が高く、ゲーム本編から独立した物語の内容となっている。地下16階を制覇した後に条件を満たすと異世界へ続く扉が開き、異世界での冒険が始まる。なお、異世界ではフィールドマップや街が登場する本格的なRPGとして進行するうえ、一度、異世界編に突入するとクリアしない限り元の世界へ戻れない。そのためペナルティも、大惨寺編では仲間か主人公が戦闘不能状態で帰還すると給料が差し引かれ、全滅かRPG内の金銭を獲得せずダンジョンから脱出すると給料が無しに留まるが、異世界編では全滅するとゲームオーバーになる。なお、異世界に突入した場合でもパーティーのキャラクター作成と編成や育成は可能。また、大惨寺編のダンジョンでは日本円とダンジョンで入手できるギルが両方使える店があるが、異世界ではギルしか使えなくなる。最終的に異世界編をクリアするとRPG自体も終了してしまう為、資金稼ぎの手段が一つ減ってしまう事になるが、クリアの時点に所持していたアイテムを売って資金にする事ができる。

### 麻雀
雀荘のアルバイトの一つとして「代打ち」があり（麻雀をしなくても雑用としてバイトできる）、バイト代の他に獲得・累積した点数によって換金アイテムと交換ができる。また、RPGで入手できる麻雀用アイテムを使用すると、有利な状態（天和・地和の確率の向上や、高い役（役満）が揃いやすくなる）でプレイできる。

### ゲームセンター
基本的にはスタッフとしてのアルバイトであるが、用意されたゲームで遊ぶ事も可能。ただし、このミニゲーム自体は資金稼ぎの手段にはならない。

### パチンコ
『RR-Z』で用意されたミニゲーム。定量打ち止め制など現実のパチンコ台とやや性格が異なる。
基本的に景品交換によってレースに必要なアイテムや換金アイテム等と交換する。また、交換しない場合は貯玉が可能。麻雀同様にアイテムがあるが、麻雀と違い効果が出ているのか判り難い。

### アレスト
『RR-Z』の高木探偵事務所で実行可能なアルバイト。ターン制や移動できる範囲をルーレットで決めるなど、ボードゲームに近い。
姿の見えない「ステルス」と呼ばれる泥棒を捕まえる内容で、音で位置を推理して潜んでいる場所へ移動し、戦闘を行う必要がある。マップは四種類で大小のマスで区切られており、どの場所でどんな音が鳴るのか確認する事も可能。一度アレストを開始すると犯人を逮捕するまで途中でゲームを終了できない。

### ギャンブルの鬼
『RR-Z』の雀荘での対戦相手の一人「ヤス」の破天荒なギャンブル生活を体感できるサブストーリー。進行状況をセーブ可能。このサブストーリーのみファミリーコンピュータ風のグラフィックとなっている。
麻雀、パチンコ、賭けレース（このシナリオのみのミニゲーム。競馬・競艇に近い）を駆使して課せられた目標金額達成を目指す。なお、このモードのみ麻雀の対戦相手に本編の主人公がヤスの代わりとして登場している。
達成の度にノルマ金額は上がり達成が厳しくなるが、同時にギャンブルでも高レートになる。また、達成できず資金を失うとゲームオーバーとなる。ちなみにパチンコや麻雀はミニゲームモードのものを連動させている為、先にそれぞれのタイトルで裏技やプレイ中断を実行していると、ギャンブルの鬼でも効果が出てしまう。

## スタッフ
- 企画、脚本：神長豊
- プログラム：上嶋満也、上坂和幹、水林準次、高松馨
- グラフィック：三好八太郎、井伊誠、安部直子、小滝佳治
- 音楽：佐々木筑柴
- 広報：奈切美香、中茎裕造
- アドバイザー：久米秀夫、遠藤雄一郎、皆吉清太郎、井関靖典
- 協力：トヨタ自動車株式会社、日産自動車株式会社、三菱自動車工業株式会社、マツダ株式会社、本田技研工業株式会社
- 監督：神長豊
- プロデューサー：松木吉彦、小林靖彦
- 制作：株式会社メディアリング

## 評価
ゲーム誌『ファミコン通信』の「クロスレビュー」では合計29点（満40点）、『月刊PCエンジン』では75・85・80・80・75の平均79点（満100点）、『マル勝PCエンジン』では7・6・7・7の合計27点（満40点）、『PC Engine FAN』の読者投票による「ゲーム通信簿」での評価は以下の通りとなっており、21.76点（満30点）となっている。また、この得点はPCエンジン全ソフトの中で183位（485本中、1993年時点）となっている。
| 項目 | キャラクタ | 音楽 | 操作性 | 熱中度 | お買得度 | オリジナリティ | 総合  |
| 得点 | 3.67       | 3.56 | 3.58   | 3.69   | 3.39     | 3.87           | 21.76 |

## シリーズ作品
| 1991 | ゼロヨンチャンプ        |
| 1992 |                         |
| 1993 | ゼロヨンチャンプ2       |
| 1994 | ゼロヨンチャンプRR      |
| 1995 | ゼロヨンチャンプRR-Z    |
| 1996 |                         |
| 1997 | ゼロヨンチャンプDooZy-J |
| 1998 |                         |
| 1999 |                         |
| 2000 |                         |
| 2001 |                         |
| 2002 | ドリフトチャンプ        |
| 2002 | GO!04チャンプ           |

ゼロヨンチャンプ （PCエンジン）（1991年3月8日）
主人公がとあるきっかけからゼロヨンの道に進み、日本チャンピオンを目指す物語。舞台は日本。この作品ではオマケ要素はまだ強くなく、ゲーム中の行動に（のちの作品に比べれば）自然に組み込まれている。
ゼロヨンチャンプ2 （PCエンジン）（1993年3月5日）
前作で日本チャンピオンになった主人公だが、突然勝負することになった名も知らないアメリカ人ドライバーに大差で敗北してしまう。日本車をバカにし帰国したアメリカ人に対し、負けたままではいられないと、主人公は単身アメリカに向かう。
前作は車の後方からの視点だったが、本作はドライバー視点で車内のインテリアが描写される（次回作以降はまた後方視点へと戻っている）。登場する車の種類は全作品中最も多いが登場するのは日本車のみ。アメリカという舞台を意識してか、欧米での販売は振るったマツダ・MX-6や、米国ではGMブランドで販売されたいすゞ・PAネロなど独特のラインナップも特徴。ウェットコースとアイスコースが追加され、以前から存在したドライコースとあわせて3種のコースを走行できるようになった。
ゼロヨンチャンプRR （スーパーファミコン）（1994年7月22日）
主人公は一新され、舞台も日本に戻された。主人公である浪人生の青年・赤沢がひょんな事からゼロヨンの道に足を踏み入れて数々の出会いとレースをこなしてチャンプを目指す。なお、ギアチェンジ等の運転操作のチュートリアルとして主人公が運転免許を修得する為のイベントが存在しており、実技試験・クイズ形式の筆記試験を行う。なお、本作と続編『RR-Z』の主人公には名字が付き、赤沢＋（名前）の形式となっている。
舞台は神奈川県横浜市をモチーフとした街である（元町と言及されたり、山下公園、横浜中華街が出てくる）。
本編で走れるのはドライコースのみだが、対戦モードではウエットコース、アイスコースでのレースが可能。
ミニゲームは戦車対戦、ゴキブリパニック、麻雀、駐車場パズルなど充実しており、特に警備員のアルバイトのRPGは強い雑魚敵が登場するシリーズ最高の難易度を誇り、レベルが999まである成長システム、3つのダンジョン（最後の1つはゲーム本編クリア後の裏世界。2つのダンジョン（4階層の「港ビル」、16階層の「九龍ビル」）は倒れると警備会社に戻されるが、2つのダンジョンを全て廻ると出現する裏ダンジョンは倒れると死亡扱いとなり即刻ゲームオーバー。本編でもこのダンジョン繋がりのイベントが存在する）などやりこみ要素の高い内容となっている。
ゼロヨンチャンプRR-Z （スーパーファミコン）（1995年11月25日）
『RR』から半年後の設定。主人公は前作と同じだが、年月日と年齢の概念は廃止された。また、自宅での行動は画面を調べるタイプからメニュー形式に変更された。
前作で日本チャンプの座にまで辿り着いた赤沢が慢心によりチャンプの座を奪われて転落した所から物語は始まる。本作ではより赤沢の成長物語を色濃く描かれており、物語後半になると今までより彼が人間として成長している事がうかがえるシーンがある。
舞台は同じく横浜市と思われる（あるイベントで鎌倉市（市外局番まで言及している）まで行くシーンがある）。
登場車種は前作から更に絞られたが、ほとんどの車種がチューニング次第でチャンプに対抗可能になったため、無駄な車が減った感じである。ストーリー本編にアイスコース、ウエットコースでのレースが組み込まれ、レース毎によりきめ細かい設定や車種選びが重要になる。
ミニゲームは麻雀、すごろく型の推理ゲームに加え、RPGは職業の概念が追加され、本編から完全に独立したストーリーモードまである。
本作では『2』からの人物や出来事が描かれており、特に本作、前作とも最後の相手はPCエンジン版主人公であり、『RR』冒頭での帰国シーンや『RR-Z』でのチャンプのアメリカ修行の話や彼女が佳代である事（2作共通で重要な鍵を握る人物が初代の登場人物の妹との言及も存在する）からもわかる。また、主人公が敗北した所から心機一転する所も『2』を意識しているとみられる。なお、条件を満たすと見られる「本編では明かされなかった謎」を解説するメッセージの中に、『RR-Z』の主人公の後日談を匂わせる描写があるが、本作の設定を継承した続編は製作されなかった。
今回は主な国産自動車メーカーの中に、クラシックカーを思わせるカスタマイズ車やハンドメイド製作の車両をリリースする光岡自動車が加わっており、条件を満たすと光岡自動車のゼロワンが購入できる。また、レギュレーション規定でゼロヨンには参加不可能のドラッグレース専用車のファニーカーまで登場する。
本作にはサウンドノベルを模したミニストーリーモードがあり、本編とは繋がりはないが一部を除く全車種それぞれに独立した物語が用意されレースに勝つ等して話が進行するがパーツのカスタマイズは不可能。一例として、規定のタイム設定より早くゴールする・最高速を叩き出す・AT車で走るといったものがある。なお、話によっては通常の後方視点や対戦で使われる俯瞰視点でのプレイがある。車両のクセやコースに限らずMTやATの特徴まで把握していないと難しいシナリオもある。
対戦においてはカードバトルの様に最初から様々なカスタマイズが設定された車両のみを使って対戦するモードがある。こちらもミニストーリーモード同様にプレイヤーがパーツ変更を行えない為、有利となるカスタマイズがされたものや不利となるカスタマイズがされたものが多種多様である。ちなみに通常の対戦では使えないが、本編で条件を満たすと入手できたファニーカーはこのモードでのみ対戦での切り札の要素としてランダムに現れる事があり使用が可能。
ゼロヨンチャンプDooZy-J（Type-R） （PlayStation、セガサターン）（1997年6月20日）
前シリーズとは繋がりがなく独立した作品であり、『2』同様、舞台は海外である。シリーズの特徴であったミニゲームの他に恋愛ゲームの要素を採り入れている。
PlayStation版では、メモリーカードを使用しユーザー同士のデータで対戦が可能であり、セガサターン版でも同様の対戦が可能。
ゼロヨンチャンプ シリーズ ドリフトチャンプ （PlayStation 2）（2002年11月21日）
発売元はハドソン、開発元はワークジャムおよびタムソフト。従来のシリーズ作品とは異なり、ゼロヨン形式ではなく一般的なレースゲームとなっている。
GO!04チャンプ （iアプリ）（2002年12月24日）
発売元はハドソン、開発元はプロファイア。『ドリフトチャンプ』の外伝的ストーリー。国内6メーカー8車種が実名で登場する。